# Drive
Drive е песен на американска рок група „Карс“ от техния пети студиен албум Heartbeat City (1984). Песента е издаден е на 23 юли 1984 г. като трети сингъл от албума, заедно със Stranger Eyes. Написана от Рик Окасек, песента е изпято от басиста Бенджамин Ор и продуцирана от Робърт Джон „Мът“ Ланге, заедно с групата. След издаването като сингъл, Drive достига до високи позиции в класациите на много държави по света. В Съединените щати сингълът достига трето място в „Билборд Хот 100“ и оглавява още една класация на „Билборд“. Освен това, Drive достига №5 (№4 при повторното влизане през 1985 г.) в Обединеното кралство, №4 в Западна Германия, №6 в Канада и №3 (№5 при повторното влизане през 1985 г.) в Ирландия.
Песента е най-свързана със събитието „Лайв ейд“ през юли 1985 г., където е изпълнена от Бенджамин Ор по време на участието им във Филаделфия; песента е използвана и като фонова музика към монтаж на клипове, изобразяващи съвременния етиопски глад по време на събитието в Лондон, което е представено от английския музикант Дейвид Боуи. След концерта песента отново влиаза в британската класация за сингли - „Ю Кей Сингълс Чарт“ и достига четвърто място през август 1985 г. Приходите от продажбите на преиздадената песен събират близо 160 000 лири; Окасек подарява на благотворителната организация Мидж Юре чек за сумата, докато е в Лондон през ноември 1986 г., промотирайки соловия си албум This Side of Paradise.
В ретроспективен преглед на сингъла журналистът от „Олмюзик“ Доналд А. Гуариско хвали песента с думите, че е „прекрасна балада, която съчетава искреното писане на песни с примамлив електронен звуков пейзаж. Музиката отразява лиричния тон с прекрасна мелодия, която се издига и спада в успокояващ, но все пак тъжен пейзаж“.

## Кавър версии
Германската рок група „Скорпиънс“, записва на живо акустична кавър версия на песента в Лисабон, Португалия, през февруари 2001 г., по време на техен акустичен концерт, част световното им концертно турне Acoustica Tour и включва изпълението на Drive в техния акустичен албум Acoustica, издаден през същата година. Скорпиънс изпълняват още пет пъти песента през 2001 г.

## Списък с песните
- 7-инчов сингъл[17]

А. Drive – 3:55
Б. Stranger Eyes – 4:26
- 12-инчов сингъл[18]

А. Drive – 3:55
Б1. My Best Friend's Girl – 3:44
Б2. Stranger Eyes – 4:26

## Сертификати и продажби
| Страна                            | Сертификат | Сертифицирани бройки / продажби |
| --------------------------------- | ---------- | ------------------------------- |
| Великобритания Физически продажби | Златен     | 500 000                         |